# Goldsithney
 (février 2024).
Goldsithney est un village des Cornouailles, en Angleterre. Le village fait partie de la paroisse civile de Perranuthnoe.